# Климовский район
Климовский район — административно-территориальная единица (район) и муниципальное образование (муниципальный район) в Брянской области России.
Административный центр — посёлок городского типа Климово.

## География
Расположен на юго-западе области. Площадь района — 1530 км².
В результате аварии на Чернобыльской АЭС район имеет радиоактивное заражение на площади около 360 км².
Экология
В результате аварии на Чернобыльской АЭС 26 апреля 1986 года территория района была загрязнена долгоживущими радионуклидами: плутонием, америцием, строением, цезием.История
5 июля 1944 года Указом Президиума Верховного Совета СССР была образована Брянская область, в состав которой, наряду с другими, был включён и Климовский район. С 23 ноября 1944 года по 7 июля 1956 года из состава Климовского района был выделен Чуровичский район. С 14 января 1963 года по 12 января 1965 года Климовский район был временно упразднён (присоединён к Новозыбковскому району).
Обсуждается вопрос присоединения Климовского района к Новозыбковскому или Клинцовскому району для улучшения социального и экономического обслуживания жителей.

## Население
25313 человек Оценка численности населения Брянской области по городским округам и муниципальным районам (округам) на 1 января 2023 года

24892 человек Оценка численности населения Брянской области по городским округам и муниципальным районам (округам) на 1 января 2024 года
| 2002    | 2009    | 2010    | 2011    | 2012    | 2013    | 2014    | 2015    | 2016    |
| ------- | ------- | ------- | ------- | ------- | ------- | ------- | ------- | ------- |
| 34 556  | ↘31 205 | ↘30 003 | ↘29 857 | ↘29 377 | ↘28 977 | ↘28 359 | ↘27 707 | ↘27 148 |
| 2017    | 2018    | 2019    | 2020    | 2021    |         |         |         |         |
| ↘26 720 | ↘26 254 | ↘25 750 | ↘25 371 | ↗25 897 |         |         |         |         |

### Урбанизация
В городских условиях (пгт Климово) проживают  52,34 % населения района.

### Национальный состав
По итогам переписи населения 2020 года проживали следующие национальности (национальности менее 0,1 % и другое, см. в сноске к строке «Другие»):
| Национальность | Численность, чел. | Доля     |
| -------------- | ----------------- | -------- |
| Русские        | 24 529            | 94,72 %  |
| Армяне         | 178               | 0,69 %   |
| Украинцы       | 154               | 0,59 %   |
| Белорусы       | 86                | 0,33 %   |
| Таджики        | 77                | 0,30 %   |
| Узбеки         | 43                | 0,17 %   |
| Молдаване      | 30                | 0,12 %   |
| Другие         | 800               | 3.08 %   |
| Итого          | 25 897            | 100,00 % |

## Административно-муниципальное устройство
Климовский район в рамках административно-территориального устройства области, включает 15 административно-территориальных единиц, в том числе 1 поселковый административный округ и 14 сельских административных округов.
Климовский муниципальный район в рамках муниципального устройства, включает 15 муниципальных образований нижнего уровня, в том числе 1 городское поселение и 14 сельских поселений:
| №  | Муниципальное образование            | Административный центр | Количество населённых пунктов | Население (чел.) | Площадь (км²) |
| -- | ------------------------------------ | ---------------------- | ----------------------------- | ---------------- | ------------- |
| 1  | Климовское городское поселение       | пгт Климово            | 1                             | ↗13 554          | 16.24         |
| 2  | Брахловское сельское поселение       | село Брахлов           | 6                             | ↘495             | 85,20         |
| 3  | Истопское сельское поселение         | село Истопки           | 9                             | ↗1324            | 116,30        |
| 4  | Каменскохуторское сельское поселение | село Каменский Хутор   | 9                             | ↘834             | 112,10        |
| 5  | Кирилловское сельское поселение      | село Кирилловка        | 7                             | ↘766             | 98,08         |
| 6  | Лакомобудское сельское поселение     | село Лакомая Буда      | 5                             | ↗413             | 44,70         |
| 7  | Митьковское сельское поселение       | село Митьковка         | 4                             | ↘860             | 59,80         |
| 8  | Новоропское сельское поселение       | село Новый Ропск       | 10                            | ↘1259            | 173,30        |
| 9  | Новоюрковичское сельское поселение   | село Новые Юрковичи    | 14                            | ↘683             | 111,10        |
| 10 | Плавенское сельское поселение        | деревня Плавна         | 10                            | ↘712             | 79,90         |
| 11 | Сачковичское сельское поселение      | село Сачковичи         | 15                            | ↗1673            | 193,70        |
| 12 | Сытобудское сельское поселение       | село Сытая Буда        | 4                             | ↘642             | 64,90         |
| 13 | Хороменское сельское поселение       | село Хоромное          | 3                             | ↗390             | 74,30         |
| 14 | Чёлховское сельское поселение        | село Чолхов            | 10                            | ↗1121            | 224,35        |
| 15 | Чуровичское сельское поселение       | село Чуровичи          | 7                             | ↘1171            | 99,60         |

1 января 2008 года в состав муниципального района был включён пгт Климово, составивший новообразованное муниципальное образование Климовское городское поселение, которое в 2005—2007 гг. имело статус отдельного городского округа.

## Населённые пункты
В Климовском районе 114 населённых пунктов.
| №   | Населённый пункт    | Тип     | Население | Муниципальное образование            |
| --- | ------------------- | ------- | --------- | ------------------------------------ |
| 1   | Аринины Ляды        | посёлок | →1        | Лакомобудское сельское поселение     |
| 2   | Берёзовка           | посёлок | →8        | Кирилловское сельское поселение      |
| 3   | Боровка             | посёлок | ↗117      | Кирилловское сельское поселение      |
| 4   | Брахлов             | село    | ↘377      | Брахловское сельское поселение       |
| 5   | Бровничи            | село    | ↘58       | Новоропское сельское поселение       |
| 6   | Бугровка            | посёлок | ↘72       | Чуровичское сельское поселение       |
| 7   | Бурный              | посёлок | ↘20       | Плавенское сельское поселение        |
| 8   | Быстра              | деревня | →1        | Чёлховское сельское поселение        |
| 9   | Вага                | посёлок | ↘0        | Чёлховское сельское поселение        |
| 10  | Важица              | посёлок | →0        | Сачковичское сельское поселение      |
| 11  | Великие Пожни       | посёлок | ↘47       | Сачковичское сельское поселение      |
| 12  | Великогайский       | посёлок | →13       | Сытобудское сельское поселение       |
| 13  | Вербовый Выгор      | посёлок | ↗11       | Новоюрковичское сельское поселение   |
| 14  | Вишнёвый            | посёлок | ↘355      | Кирилловское сельское поселение      |
| 15  | Вознесенск          | посёлок | ↘4        | Чуровичское сельское поселение       |
| 16  | Воробьёвка          | посёлок | ↗126      | Сачковичское сельское поселение      |
| 17  | Гетманская Буда     | село    | ↘296      | Чёлховское сельское поселение        |
| 18  | Гладкий             | посёлок | →0        | Новоюрковичское сельское поселение   |
| 19  | Грецковка           | посёлок | ↘0        | Сачковичское сельское поселение      |
| 20  | Гуков               | посёлок | ↘8        | Сачковичское сельское поселение      |
| 21  | Добрынь             | деревня | ↗4        | Сачковичское сельское поселение      |
| 22  | Дохновы             | посёлок | ↗19       | Сачковичское сельское поселение      |
| 23  | Забрама             | посёлок | ↘27       | Каменскохуторское сельское поселение |
| 24  | Засновье            | посёлок | ↘20       | Истопское сельское поселение         |
| 25  | Зелёный Кут         | посёлок | →0        | Новоюрковичское сельское поселение   |
| 26  | Ивановка            | деревня | ↘83       | Новоюрковичское сельское поселение   |
| 27  | Ильич               | посёлок | →0        | Чёлховское сельское поселение        |
| 28  | Ирпа                | посёлок | ↗6        | Новоропское сельское поселение       |
| 29  | Истопки             | село    | ↘340      | Истопское сельское поселение         |
| 30  | Каменка             | село    | ↘100      | Плавенское сельское поселение        |
| 31  | Каменский Хутор     | село    | ↗577      | Каменскохуторское сельское поселение |
| 32  | Карнатное           | посёлок | ↘6        | Истопское сельское поселение         |
| 33  | Кирилловка          | село    | ↘396      | Кирилловское сельское поселение      |
| 34  | Климово             | пгт     | ↗13 554   | Климовское городское поселение       |
| 35  | Колечье             | посёлок | →3        | Новоропское сельское поселение       |
| 36  | Корытенка           | посёлок | →0        | Сачковичское сельское поселение      |
| 37  | Крапивна            | село    | ↘230      | Чёлховское сельское поселение        |
| 38  | Красное             | посёлок | →0        | Хороменское сельское поселение       |
| 39  | Красные Ляды        | посёлок | ↘13       | Новоропское сельское поселение       |
| 40  | Красный Бор         | посёлок | ↘34       | Каменскохуторское сельское поселение |
| 41  | Красный Став        | посёлок | ↘58       | Каменскохуторское сельское поселение |
| 42  | Крушинник           | посёлок | ↘3        | Плавенское сельское поселение        |
| 43  | Курозново           | село    | ↘253      | Плавенское сельское поселение        |
| 44  | Куршановичи         | село    | ↘196      | Чёлховское сельское поселение        |
| 45  | Лакомая Буда        | село    | ↘417      | Лакомобудское сельское поселение     |
| 46  | Лобановка           | село    | ↘431      | Истопское сельское поселение         |
| 47  | Луговой             | посёлок | ↘21       | Каменскохуторское сельское поселение |
| 48  | Лужи                | посёлок | ↘57       | Истопское сельское поселение         |
| 49  | Лужки               | посёлок | ↘8        | Лакомобудское сельское поселение     |
| 50  | Любечане            | село    | ↘236      | Брахловское сельское поселение       |
| 51  | Май                 | посёлок | ↘0        | Плавенское сельское поселение        |
| 52  | Малинник            | посёлок | →0        | Новоропское сельское поселение       |
| 53  | Манев               | посёлок | →0        | Брахловское сельское поселение       |
| 54  | Марковщина          | посёлок | →0        | Чёлховское сельское поселение        |
| 55  | Митьковка           | село    | ↘381      | Митьковское сельское поселение       |
| 56  | Михайловка          | посёлок | ↘52       | Кирилловское сельское поселение      |
| 57  | Могилевцы           | село    | ↘433      | Сачковичское сельское поселение      |
| 58  | Моховые Липки       | посёлок | →0        | Новоюрковичское сельское поселение   |
| 59  | Новокирилловка      | посёлок | ↗23       | Кирилловское сельское поселение      |
| 60  | Новосергеевка       | посёлок | ↘28       | Сачковичское сельское поселение      |
| 61  | Новые Юрковичи      | село    | ↗538      | Новоюрковичское сельское поселение   |
| 62  | Новый Варин         | посёлок | ↘22       | Чуровичское сельское поселение       |
| 63  | Новый Ропск         | село    | ↘1226     | Новоропское сельское поселение       |
| 64  | Новый Свет          | посёлок | ↘7        | Новоюрковичское сельское поселение   |
| 65  | Октябрь             | посёлок | ↘19       | Брахловское сельское поселение       |
| 66  | Ольховики           | посёлок | ↗6        | Лакомобудское сельское поселение     |
| 67  | Ольховка            | посёлок | →0        | Каменскохуторское сельское поселение |
| 68  | Ольховка            | деревня | ↗5        | Сачковичское сельское поселение      |
| 69  | Оптени              | деревня | ↘6        | Брахловское сельское поселение       |
| 70  | Первомайский        | посёлок | ↘46       | Истопское сельское поселение         |
| 71  | Первомайский        | посёлок | ↘14       | Сытобудское сельское поселение       |
| 72  | Передовик           | посёлок | ↘8        | Митьковское сельское поселение       |
| 73  | Перекоп             | посёлок | ↘21       | Чуровичское сельское поселение       |
| 74  | Петрова Гута        | деревня | ↘82       | Чуровичское сельское поселение       |
| 75  | Петровский          | посёлок | ↘33       | Истопское сельское поселение         |
| 76  | Плавна              | деревня | ↘455      | Плавенское сельское поселение        |
| 77  | Плужин              | посёлок | ↘0        | Сачковичское сельское поселение      |
| 78  | Побожеевка          | деревня | ↘7        | Лакомобудское сельское поселение     |
| 79  | Погары              | посёлок | →0        | Новоропское сельское поселение       |
| 80  | Прогресс            | посёлок | ↘12       | Новоропское сельское поселение       |
| 81  | Пруска              | деревня | ↘127      | Плавенское сельское поселение        |
| 82  | Раковка             | деревня | ↗37       | Хороменское сельское поселение       |
| 83  | Рубежное            | село    | ↘349      | Сытобудское сельское поселение       |
| 84  | Рудня               | деревня | ↘62       | Плавенское сельское поселение        |
| 85  | Рудня-Цата          | деревня | ↗89       | Новоюрковичское сельское поселение   |
| 86  | Рябиновка           | посёлок | →0        | Новоюрковичское сельское поселение   |
| 87  | Сачковичи           | село    | ↗1118     | Сачковичское сельское поселение      |
| 88  | Светлый             | посёлок | ↗8        | Новоюрковичское сельское поселение   |
| 89  | Синявка             | посёлок | ↗113      | Новоюрковичское сельское поселение   |
| 90  | Скачок              | посёлок | ↗5        | Каменскохуторское сельское поселение |
| 91  | Соловьёвка          | село    | ↘277      | Каменскохуторское сельское поселение |
| 92  | Старые Юрковичи     | село    | ↘302      | Новоюрковичское сельское поселение   |
| 93  | Старый Ропск        | село    | ↘185      | Новоропское сельское поселение       |
| 94  | Сушаны              | село    | ↘180      | Новоропское сельское поселение       |
| 95  | Сытая Буда          | село    | ↘415      | Сытобудское сельское поселение       |
| 96  | Тымайловка          | посёлок | ↗8        | Брахловское сельское поселение       |
| 97  | Уборки              | посёлок | ↘26       | Каменскохуторское сельское поселение |
| 98  | Фоевичи             | село    | ↘216      | Чёлховское сельское поселение        |
| 99  | Холуповка           | посёлок | →2        | Сачковичское сельское поселение      |
| 100 | Хоромное            | село    | ↗621      | Хороменское сельское поселение       |
| 101 | Хохловка            | село    | ↘581      | Митьковское сельское поселение       |
| 102 | Чадица              | посёлок | →0        | Сачковичское сельское поселение      |
| 103 | Часовня             | посёлок | ↗28       | Новоюрковичское сельское поселение   |
| 104 | Чёрная Криница      | посёлок | ↘39       | Митьковское сельское поселение       |
| 105 | Чернозёмный Городок | посёлок | ↘3        | Новоюрковичское сельское поселение   |
| 106 | Чернооково          | село    | ↘385      | Истопское сельское поселение         |
| 107 | Чернятин            | посёлок | ↘4        | Плавенское сельское поселение        |
| 108 | Честный             | посёлок | →0        | Плавенское сельское поселение        |
| 109 | Чолхов              | село    | ↘411      | Чёлховское сельское поселение        |
| 110 | Чуровичи            | село    | ↘1228     | Чуровичское сельское поселение       |
| 111 | Шамовка             | деревня | ↘92       | Истопское сельское поселение         |
| 112 | Шумиловка           | село    | ↘85       | Кирилловское сельское поселение      |
| 113 | Ягодное             | деревня | →2        | Чуровичское сельское поселение       |
| 114 | Ясеновка            | деревня | ↘59       | Чёлховское сельское поселение        |

### Упразднённые населённые пункты
В 2005 году в Климовском районе были упразднены: посёлки Горки, Круча, Куничев, Пристанционный, Рубеж, Старый Городок, Соловский, Шелковский, Янковское.

## Известные уроженцы
- Арико, Григорий Иванович (1909—1994) — советский военачальник, генерал-полковник
- Кравцов, Иван Кондратьевич (1896—1964) — советский военный деятель, генерал-лейтенант (1945 год), Герой Советского Союза
- Лашкевич, Александр Степанович (1842-1889) — историк русской литературы, литератор, издатель, редактор журнала «Киевская Старина»
- Титаренко, Михаил Леонтьевич (1934—2016) — советский и российский учёный-китаевед с мировым именем, доктор философских наук, академик РАН